# 8 Serpentis
8 Serpentis är en vit ljusstark jätte i stjärnbilden  Ormen.
8 Serpentis har visuell magnitud +6,10 och är svagt synlig för blotta ögat vid god seeing. Den befinner sig på ett avstånd av ungefär 165 ljusår.